# Trehörningsjön, Ångermanland
Trehörningsjön är en sjö i Örnsköldsviks kommun i Ångermanland och ingår i Husåns huvudavrinningsområde. Sjön har en area på 1,43 kvadratkilometer och ligger 176 meter över havet. Sjön avvattnas av vattendraget Husån.

## Delavrinningsområde
Trehörningsjön ingår i det delavrinningsområde (706841-164888) som SMHI kallar för Utloppet av Trehörningssjön. Medelhöjden är 203 meter över havet och ytan är 6,86 kvadratkilometer. Räknas de 23 avrinningsområdena uppströms in blir den ackumulerade arean 150,32 kvadratkilometer. Avrinningsområdets utflöde Husån mynnar i havet. Avrinningsområdet består mestadels av skog (54 procent). Avrinningsområdet har 1,42 kvadratkilometer vattenytor vilket ger det en sjöprocent på 20,7 procent.